# Camino Natural Vía Verde del Oja
El Camino Natural Vía Verde del río Oja es un itinerario perteneciente a la Red de Caminos Naturales de España, un proyecto desarrollado por el Ministerio de Agricultura, Pesca y Alimentación, que se encarga de la recuperación de antiguas infraestructuras relacionadas con el transporte y la comunicación, que actualmente se encuentran en desuso o en estado de abandono, para su uso senderista y ciclista.

## Localización
Este itinerario sigue el curso, en paralelo, del río Oja, que da nombre a la Comunidad Autónoma. El río, que nace en la Sierra de la Demanda, recorre dirección noroeste la provincia de La Rioja para desembocar finalmente en el Ebro. En su trayecto, atraviesa los más bellos y monumentales parajes de la provincia. Al este río, se le suman en el territorio otros como el Najerilla, Iregua, Leza-Jubera, Cidacos o Alhama.

## Descripción por tramos
Éste Camino Natural cuenta únicamente con un tramo acondicionado que recorre el trayecto de la línea ferroviaria. El Camino comienza en el pueblo de Casalarreina, concretamente en el puente que cruza el río Oja. En su primer tramo, recorre su casco urbano y luego gira a la derecha, dirección Castañares de Rioja. Tras cruzar la LR-111 va por la izquierda hasta encontrarse de frente con la Vía Verde del río Oja, y comparte su trazado hasta el final.
Durante el trayecto, se pasa por varias tierras de cultivo y numerosos viñedos. Tras pasar por Castañares, continúa paralelo a la carretera durante varios metros para luego alejarse atravesando un área recreativa, varios caminos agrícolas y canales de riego. El trayecto acaba en Santo Domingo de la Calzada, donde cruza la localidad coincidiendo con el Camino de Santiago.
Tras cruzar la localidad, la ruta prosigue por una zona de cultivos y caseríos, muy cerca de nuevo de la carretera y acercándose al bosque. Tras cruzar el puente de hierro sobre el río Santurdejo y un cruce, el camino entra en una zona arbolada repleto de arces, cerezos, nogales, avellanos y fresnos. El itinerario continúa hasta llegar a la antigua estación de tren de Ojacastro.
Una vez llegados a este punto, el Camino Natural de río Oja, sigue en paralelo al río que le da nombre, dejando a los lados varios desvíos que llevan a un área recreativa y la ermita de Nuestra Señora de Allende, patrona de Ezcaray. El Camino finaliza una vez se llega hasta la antigua estación de tren.

## Otros datos de interés

### Catedral de Santo Domingo de la Calzada
Construida en 1158, fue modificada en el siglo XVI, para acoger el sepulcro del santo, pero manteniendo casi totalmente su planta original.
Destacan sus dos portadas románicas, además de sus vidrieras y la torre de estilo gótico. Además, en su interior, cabe reseñar la cabecera románica, la capilla, el coro, el gallinero gótico y una de las obras más emblemáticas de Damián Forment, el retablo.

### Monasterio de Nuestra Señora de la Piedad
Su construcción comenzó en 1514, por orden del obispo de las Diócesis de Calahorra y Palencia, Juan Fernández de Velasco, pero no fue hasta el 1522, cuando fue inaugurado.
De estilo gótico isabelino y renacentista plateresco es el único monasterio de España inaugurado por un papa. Ya que el papa Adriano VI, pasó la noche en él en su camino de vuelta a Roma.